# クイーンズブレイド リベリオン
『クイーンズブレイド リベリオン』（Queen's Blade Rebellion）はクイーンズブレイドの続編であり、第2シリーズに当たる。同じくホビージャパン社から出版。

## 概要
クイーンズブレイド同様、『ロストワールド』シリーズのバリエーションとなるゲームブック。ゲームブックとしての構成・装丁はクイーンズブレイドシリーズ同様である。
クイーンズブレイドに比べ、ストーリー性を前面に押し出した展開がなされているのが大きな特徴。
クイーンズブレイドにおいては、まずゲームブック本体に付随するキャラクターごとの設定や断片的なストーリーが示され、全体的なストーリーはその後に小説やコミックなどで示された。それに対してリベリオンにおいては、ゲームブックの発売に先立って、Web上でイラストストーリーという導入ストーリーが公開されている。

## ストーリー
逢魔の女王 アルドラはついに破れ、30回目のクイーンズブレイドは幕を閉じた。
優勝した美闘士は女王の座に就くことなく去り、代わりに最終戦前に優勝者に敗れた雷雲の将 クローデットが女王の座に就くことになったのだった。
誰からも尊敬される人格者であった彼女に対し、民衆は期待をもって受け入れた。自由と平等を掲げ、貴族制・重税の廃止・女王直轄軍による各地の紛争の鎮圧など、民衆の期待に応えるかのように成果を出していった。
しかし、それも束の間、一年後には善政と思われたクローデット王朝の負の側面― 前女王以上の軍事大国化であり、反対するものは力で屈服させてねじ伏せる恐怖政治 ―が露わとなった。大陸には戦火が広まり、錬金術によって作られた魔導石が普及したことにより、弱肉強食の世界へと変わりつつあった。
そして、遂に彼女は「自分こそが大陸を支配する永遠の女王である」と宣言。クイーンズブレイドも廃止され、もはや彼女に対抗するものは現れないかと思われた。
しかし、それに叛逆するものが現れた。彼女は叛乱の騎士姫 アンネロッテ、義姉妹の契りを結んだ仲間と共に<叛乱軍>を組織し立ち上がった。そして勢力を拡大した<叛乱軍>に対し、女王も軍勢を送り込んできた。
ここにアンネロッテ率いる<叛乱軍>と雷雲の女王との戦い（リベリオン）が始まるのだった。

## 刊行データ
第1シリーズ（2008年11月29日刊行）
- 叛乱の騎士姫 アンネロッテ ISBN 978-4894257924

第2シリーズ（2009年4月18日刊行）
- 超振動戦乙女 ミリム ISBN 978-4894258563

第3シリーズ（2009年8月29日刊行）
- 錬金の奇跡 ユイット＆ヴァンテ ISBN 978-4894258952 （限定版 ISBN 978-4894258969）

第4シリーズ（2009年9月26日刊行）
- 対魔師ターニャンとサイニャン ISBN 978-4894259379

第5シリーズ（2009年11月28日刊行）
- 異端審問官 シギィ ISBN 978-4894259515

第6シリーズ（2010年1月16日刊行）
- 月影の踊り手 ルナルナ ISBN 978-4894259775

第7シリーズ（2010年4月30日刊行）
- 宝石姫エイリンと鋼鉄参謀ユーミル ISBN 978-4798600376

第8シリーズ（2010年7月31日刊行）
- 召喚士 アルドラ ISBN 978-4798600512 （限定版 ISBN 978-4798600390）

第9シリーズ（2011年2月10日刊行）
- 大海賊 キャプテン・リリアナ ISBN 978-4798601779
- 囚われの竜戦士 ブランウェン ISBN 978-4798601762

第10シリーズ（2011年7月29日刊行）
- 神罰の執行者 ライラ ISBN 978-4798602585

第11シリーズ（2011年12月16日刊行）
- 戦神の侍 イズミ ISBN 978-4798603308

第12シリーズ（2014年3月29日刊行）
- 沼地の魔女 ウェルペリア ISBN 978-4798607450 （限定版 ISBN 978-4798607467）

## キャラクター

### 叛乱の騎士姫 アンネロッテ
身長=159cmもしくは160cm
スリーサイズ=B86:W57:H82
趣味=乗馬
好きなもの=甘いもの
嫌いなもの=高いところ
職業=騎士
武器=剣（ランスに変化する）
防具=盾、騎士姫の鎧
キャラクターデザイン=えぃわ
本作の主人公。叛乱軍のリーダーで義姉妹の契りを交わした美闘士たちを従える長姉。
歴代女王への忠誠を誓うクロイツ辺境伯の娘であり、大陸最強と言われたクロイツ騎士団の一員でもあった。アンネロッテは実の娘ではなく秘められた出生を隠すため「アルフォンス」という名の男子として育てられてきた。それゆえ幼馴染のユイットからのみ今でも「お兄ちゃん」と呼ばれている。新女王体制となったリベリオンでは突如として侵攻を開始した女王軍により、辺境伯とクロイツ騎士団は滅ぼされアンネロッテは逃亡の身となってしまう。
戦乱が広がる大陸の行く末を憂うアンネロッテは自らを偽る男装を捨て「騎士姫アンネロッテ」として、運命に導かれ出会った志を共にする美闘士たちと義姉妹の契りを結び〈叛乱軍〉のリーダーとして立ち上がる。
騎士としての誇りと正義感に満ちているが、不器用で抜けている面もある。しかし、人を惹きつける徳を持った彼女を仲間達は放ってはおけない。争いを好まない優しい性格だが、戦いになると狂戦士のように変貌するという噂が敵対する女王軍の間でまことしやかに流れている。
首に付けているクロイツ騎士団の紋章である馬の頭をかたどったアクセサリーは、冥界馬「アンブロシウス」を召喚するための媒介となる重要な物品である。アンネロッテが子供の頃、偶然召喚されたアンブロシウスはアンネロッテに懐き、それ以来彼女の友としていつでも救けに来る力となった。
アンネロッテの装備する「槍剣グリム・ヴィナス」は槍に変化する機能を持っている。かつてクロイツ家の先祖が冥界の魔物を退治した時に手に入れた名剣である。幼い頃のアンネロッテが父のこの剣に触れた際にそれまで誰も知らなかった「剣を槍に変える」という武器の魔力を引き出してみせ父を驚愕させた。それ以来この力をみだりに使わないようにと父クロイツ伯は娘アンネロッテに言い聞かせ続けてきたのである。
着用している騎士鎧はアンネロッテがクロイツ騎士団在籍時に使用していた鎧を動きやすいよう最低限のパーツだけ残した物で、唯一手元に残った紋章旗はマントのように羽織っている。頭の飾りは貝を思わせるクロイツ家の紋章（設定的には花を模したもの）である。キャラクターデザイナーのえぃわが美の女神ヴィーナスをモチーフとした装束。
鎧の下にはドレスを着用している。前作主人公のヴァンス家のレイナは肌の上に直接金属鎧を着込んでいたが、クロイツ家の美闘士は流儀が異なるようである。
育ちの良いアンネロッテは叛乱軍のリーダーになった後も下着にはこだわっているようで、愛用しているパンツは女性らしいピンクを基調とした素地にサイド部分に同色のフリル素材、前部には白色のレース生地を加えられた豪華な物。女王の都の洗練された服飾文化の流れがうかがえるクロイツ領仕立ての下着である。
本は三周年記念特別定価として980円で販売された。またシリーズで初となるモードチェンジシステムを搭載していて、騎士剣と盾による戦いをする地上状態と剣を槍に変形させ馬に跨った騎乗状態の2つのモードを持っている。地上状態では身長は4だが、騎乗状態では5になる。
ノックダウンの際にはアンブロシウスから落馬し、ゲーム上で騎乗状態だった場合は自動的に地上状態へと移行する。
他のキャラクターの本では色違いの2Pキャラを描いている裏表紙では、アンネロッテの場合狂騎士アンネロッテという別キャラクターが描かれている。その風貌は耳が伸び、肌は青白く目が赤くなり目元に険が入っていて髪は黒色に変化している。衣装も銀色だった剣鎧部分が黄金色に変化していて、肩当て、スカート、マント部分が黒を基調としたカラーリングへ変化している。またアニメやフィギュアによればピンク色だったパンツの色も濃い紫色に、白色だったパンツのレース部分は黒色へ変化している。
ハーフデーモンである前女王アルドラの妹のアンネロッテも彼女と同様にハーフデーモンの血を引いており、アンネロッテが追い詰められた際にその力は発現する。イラストストーリーでは捕らえたアンネロッテの変化に気が付いたエリナが危険を感じて気絶させる一幕もあった。またアンネロッテがエリナ・ユーミル・ミリムの三人を相手にして魔人化した際には強大な力を発揮して彼女達を退けた。力と引き換えに理性が飛んでバーサーカー状態となり、周囲の動くもの全てを倒そうとする。

### 異端審問官 シギィ
身長=165cm
スリーサイズ=B88:W58:H84
趣味=読書
好きなもの=規律
嫌いなもの=錬金術
職業=異端審問官
武器=聖炎の槌鉾、神鎖剣
防具=神鎖剣
キャラクターデザイン=織田non
中央教王庁に所属している修道女であり、異端審問官。悪魔崇拝者や異教徒を断罪する厳格な性格の持ち主。
熱心な神の信奉者で、その厳格さで女王クローデットも一目置かれている。事実上、クローデットと協力関係にある。
人々からの評判は良いが、融通のきかないまじめ過ぎる性格で罪人に対しては火あぶりなどの容赦のない罰を与える。「聖なるポーズ」で神の奇跡を顕現できる。
叛乱軍を異端者として滅ぼすことを使命としている。アンネロッテを悪魔の血を引く忌まわしい存在と見なしているが、信頼もしている。また、彼女は錬金術も異端としている。
戦闘能力はかなり高く、"聖炎の槌鉾"と"神鎖剣"を行使し、断罪する事実上の教王庁の剣。
神の奇跡を顕現させる"神聖力"（ディヴァインパワー）の使い手であり、その際には経典に記された"聖なるポーズ"を忠実に実行する。
次第に女王クローデットの強引な考え方に疑問を持つようになり、遂にアンネロッテと手を組み、クローデットと敵対する。

### 錬金軍師 ユイット
身長=111cm
スリーサイズ=B59:W50:H64
趣味=昼寝
好きなもの=ラナ(カトレアの息子)
嫌いなもの=子ども扱いされること
職業=叛乱軍軍師
武器=ヴァンテ
防具=なし
キャラクターデザイン=小梅けいと
天才的な頭脳を持つ<叛乱軍>の軍師であるリトルエルフ族の少女。幼いがしっかりした性格だが、甘えん坊な面もある。
武器屋 カトレアの盟友、偉大なる錬金術師 シアンの娘。アンネロッテとは幼馴染で、今でも彼女のことを「お兄ちゃん」と呼んで慕っており、姉妹の契りを結んでいる。
心優しいが、時には冷徹な作戦を実行したりもする。ユーミルに捕まったミリムを心配しており、ユーミルに対して激しい怒りを持っている。
戦闘ではヴァンテを操作して戦う。

### 錬金鋼人 ヴァンテ
身長=165cm
スリーサイズ=B90:W55:H85
キャラクターデザイン=小梅けいと
ユイットの母シアンによって造られたとされる、エルフ型のクロックマーク・オートマトン。メイドとボディーガードを兼ねた、ユイットの大切なパートナー。
喋ることは無く、「眼を光らせる」「うなり声を上げる」などのジェスチャーで返答や反応を行うが、ヴァンテ個人の意志は存在しない。
だが、ときおり瞳に魂を感じさせる光が灯る。
ねじ巻き式だが、一度巻くだけで長時間稼動可能。ユイットの持つ操縦器にルーン文字で命令を書き込むことによって行動するが、誰でも書き込めるため、操縦器が悪人に渡れば敵となる。

### 超振動戦乙女 ミリム
身長=156cm
スリーサイズ=B83:W54:H82
趣味=端切れで小物を作る
好きなもの=故郷
嫌いなもの=都会の人ごみ
職業=日雇い労働
武器=超振動剣"インフィニット・スラッシャー"
防具=超振動クリスタル、超振動シールド
キャラクターデザイン=蔓木鋼音
貧しい家族を養うために田舎の村ワシリカから職探しに女王の都までやってきた健気で平凡な村娘で戦いとはおよそ無縁な、虫も殺せぬ弱気な性格の持ち主。
しかしひょんな事からアンネロッテに助けられ、彼女たちに何か礼をと思った矢先女王軍の鋼鉄参謀ユーミルからの甘い誘いと高額な給金に釣られて、ユーミルの研究テーマ「最強プロジェクト」の実験材料となり、闘士となる。チェーンソーのような形状の武器超振動剣"インフィニット・スラッシャー"はそのユーミルが与えた武器。後にアンネロッテの仲間になる。

### 宝石姫 エイリン
身長=121cm
スリーサイズ=B60:W52:H67
趣味=倹約
好きなもの=財宝
嫌いなもの=グロテスクなもの
職業=鉱山経営・宝石販売
武器=ドワーヴン・ハンマー
防具=ドワーヴン・アーマー
キャラクターデザイン=緋色雪
大陸有数の宝石産地「宝石山」の王の娘であり、大陸有数のお嬢様。ドワーフ族であり、鋼鉄山のユーミルとはいとこ同士。ユーミル同様に高齢だが外見は幼女である。
優れた商才と高い交渉力で、財を手に入れてきた。
普段は優雅で幼稚さがある性格だが、見かけによらず闘いを好む。大きいハンマーを所持している。
ユーミルとは共に行動することが多く、ユーミルには生意気な口であるが、内心では尊敬している。

### 対魔師 ターニャン＆サイニャン
ターニャン
身長=155cm
スリーサイズ=B84:W55:H81
趣味=彫り物
好きなもの=ちまき
嫌いなもの=計算
職業=対魔師
武器=聖剣
防具=なし
サイニャン
身長=155cm
スリーサイズ=B84:W55:H81
趣味=寝ること
好きなもの=姉の横顔
嫌いなもの=知らない人
職業=対魔師
武器=方具
防具=なし
キャラクターデザイン=中野友和
紐で繋がれた首輪を付けた双子の対魔師。“桃源郷”からリリアナに盗み出されたという“ご神体”を探している。
大陸の北の峻険なる雲間山脈により外部から隔絶された秘境シャイファンの出身。
2人は生まれながらにして"龍麟連(リュウリンレン)"と呼ばれる紐と輪でつながれている。この紐はある程度伸縮自在だが、決して切れることはない。
姉であるターニャンは聖剣の使い手で、気が強く、明るい性格。妹のサイニャンは極度の弱虫なので戦いではさほど役に立たない。また無口であり、小さい声でしか話さないが、戦闘時には神秘の力"方術"を使うことができる。いつもターニャンはサイニャンに文句を言っているが、固い絆で結ばれた姉妹。
妹の方力と姉の闘技とを組み合わせた合体連携技"双龍陣"を使用する。

### 月影(太陽)の踊り手 ルナルナ
身長=162cm
スリーサイズ=B87:W56:H83
趣味=瞑想/散歩(変化)
好きなもの=肉料理/果物(変化)
嫌いなもの=蜘蛛/蜂(変化)
職業=踊り娘
武器=円剣/触手(武器に変化)
防具=なし
キャラクターデザイン=F.S
南方の遺跡を守護するカリパラ族最強の戦士。月影と太陽では容姿が異なる。
勇猛な戦士(月影)と無邪気な乙女(太陽)の二つの性格をあわせもち、髪の毛から伸びる触手を使って戦う。
遺跡に眠る"大いなる力"を奪いに来る者を、時には妖艶な舞踏で、時には死の舞踏で抵抗する。
勇猛な性格と乙女のような性格を持っており、戦いの舞踏の中でそれらが交錯することがある。性格が変化すると肌の色が変わり、戦い方も変化する。
アンネロッテと出会ってからは彼女と行動するようになり、アンネロッテを姉と呼んでいる。

### 召喚士 アルドラ
身長=163cm
スリーサイズ=B87:W57:H85
趣味=旦那様とお出かけ
好きなもの=旦那様(なぜか誰も姿を見たことがない)
嫌いなもの=にんじん
職業=水先案内人
武器=ウォーバトル(櫂)
防具=なし
キャラクターデザイン=かんたか
かつてクイーンズブレイド二連覇を果たし女王として君臨していた逢魔の女王 アルドラ。
30回目のクイーンズブレイド決勝戦で敗北した際に超人的力の源だった堕天使デルモアを引き剥がされ、力のほとんどを失ったうえ成長の止まっていた肉体も本来の年齢の姿となっている。
その後、生き別れの妹を探す旅に出たが、苦難の末に記憶を失い身心も疲弊してしまう。だが、「とある男性」と出会いその愛情に救われたことで彼を愛するようになり結婚。幸せな新婚生活を始める。
しかし、女王軍と叛乱軍の戦いが大陸全土に広がったことで、愛する夫である「とある男性」を護るため、生来の召喚能力を再び行使してベルフェとドゴールという二体の召喚獣と契約して戦いに身を投じる。
そして、その戦いの中でついに行方不明の妹ことアンネロッテとの再会を果たす。

### 囚われの竜戦士 ブランウェン
身長=171cm
スリーサイズ=B95:W59:H86
趣味=牢で虫に話しかける
好きなもの=騎乗竜アッシャー
嫌いなもの=調教師ドグラ
職業=奴隷剣闘士
武器=錆びた剣
防具=古びた盾
キャラクターデザイン=織田non
大陸で最も高貴で希少な存在である竜の血を引く者であり、古代竜に仕える“聖竜の戦士”として知られていたが、
騎乗竜と共に捕らえられ、竜の命を盾に沼地の闘技場で奴隷剣闘士として戦わされている。現在の主人はゴブリンの奴隷商人ドグラ。
竜の血を引いている為に元々圧倒的な実力を持っており、興行のハンデとして
粗末な武器・防具・足枷の鉄球を装備し、魔法の拘束具でドグラから戦闘中に“お仕置き”を受ける。
しかし、彼女の中の静かな怒りが蓄積し、頂点に達した時には竜の血が覚醒、
爆発的な力を発揮することでここまでの闘技場での死闘を潜り抜けて来ている。

### 戦神の侍 イズミ
身長=154cm
スリーサイズ=B84:W56:H83
趣味=洗濯
好きなもの=米
嫌いなもの=偉そうな態度の奴
職業=自称侍
武器=野太刀"サオダケ"（どこかで拾った）
防具=サムライ・プレート
キャラクターデザイン=空中幼彩
ヒノモトのローニンと称して、自称"戦神流剣術"の遣い手とする侍。小柄な外見をしている。
本当は農民の出身であり、ヒノモトの侍ではない。ヒノモトでその嘘が発覚して、この大陸に渡ってきた。野太刀"サオダケ"で戦う。
負けず嫌いで見栄っ張りが強く、嘘をついてしまうこともあるが、誰よりも仲間思いな美闘士である。
戦闘時は巨大な野太刀を振り回し自己流の剣術で戦う。
イラスト本ではアンネロッテを気に入りいつもこっそりついてくるが、アニメ版ではアンネロッテと子供だけの村で出会い弟子になる。

### 幻影の戦士 マリア
身長=170cm
スリーサイズ=B90:W60:H86
趣味=不明
好きなもの=不明
嫌いなもの=不明
職業=謎の戦士
武器=ロングソード"エヴィンデル"
防具=胸鎧、盾、サークレット
キャラクターデザイン=久行宏和
たった一人で女王軍と戦う凄腕の仮面の戦士。彼女には“眠りの呪い”がかけられており、強烈な睡魔が断続的に訪れる。そのため1日に16時間以上の眠りが必要である。
彼女の正体は誰もが知っているような気がするが口にすることはためらってしまう。
しかし、アンネロッテとミリムは彼女の素性をまったく詮索しようとしないので気に入られている。その正体は流浪の戦士 レイナ。

### 不屈の闘士 リスティ
前作でクイーンズブレイドに参加していた美闘士の１人。
今作ではクローデット女王側に囚われている。後にマリアによって救助された。

## 天界

### 神罰の執行者 ライラ
身長=164cm
スリーサイズ=B86:W56:H88
趣味=空を眺めること
好きなもの=ボーっとすること
嫌いなもの=複雑な物事
職業=天界の使者見習い
武器=聖具“ネフィリムの羽”
防具=セレスチャル・アーマー
キャラクターデザイン=赤賀博隆
天使と人間から生まれた金髪のハーフである。元々は地上界で人間として生活していたが、天使長の命令で見習い天使となる。
ナナエルの部下であり、彼女との相性も良いとされている。
地上の混乱を聖乳の力で浄化するため、大天使ナナエルの命令によって地上に降臨する。
純粋な天使でないため、聖具"ネフィリムの羽根"を装着しないと飛行や能力が使用不能となる。
一見クールで賢そうだが、失敗することが多く、実はいつも精一杯らしい。

## 女王軍

### 雷雲の女王 クローデット
身長=172cm
スリーサイズ=B89:W60:H87
趣味=沐浴
好きなもの=秩序
嫌いなもの=特になし
職業=女王
武器=ツーハンデッドソード"サンダークラップ"改
防具=魔導鎧
キャラクターデザイン=久行宏和
前作でクイーンズブレイドに参加していた美闘士の１人。
妹のレイナが女王の座を辞退したため、そのまま繰り上がりで女王になり、自分こそが永遠の女王と主張するようになる。性格的には傲慢かつ冷酷で、かつての高潔で公正だった戦士の面影はまったくない。
圧倒的な強さで独裁を敷き、自身の意に反する者は力で排除していき、クイーンズブレイドを廃し、大陸全土に戦火と力による格差支配を広げた暴君。
実は沼地の魔女の「増幅の呪い」という呪いをかけられている。秩序を重んじる気持が増幅されたことで暴君となった。呪いが解けたあとは自らの非を認め、女王の座を退いて謹慎した。
アニメ版では、自分の意に反するアンネロッテやシギィ達と戦闘になりその力で圧倒し、アンネロッテに止めを刺そうとするも、マリアに阻止され、アンネロッテの瞳に何かを想い、雷雲とともにその場を立ち去った。また暴政の理由は呪いではなく、「臣下は主君に絶対服従するのが当然」という「臣下としての」彼女自身の信条を、「主君の立場から」彼女自身の意思で大陸全土に強要した結果であった。

### 鋼鉄参謀 ユーミル
身長=120cm
スリーサイズ=B61:W52:H66
趣味=不明
好きなもの=錬金術の研究
嫌いなもの=不明（蛇は怖くないらしい）
職業=女王軍参謀
武器=二本のバトルアックス
防具=新式ドワーフドレス
キャラクターデザイン=みぶなつき
前作でクイーンズブレイドに参加していた美闘士の１人。
現在女王クローデットの参謀をしているユーミル。ミリムを大金で釣りプロジェクトの被験者にした張本人。
クローデットとの闘いに敗れ、自身の一族の掟によりクローデットに服従することになった。そして、計略の有能さを見出されてクローデットの側近中の側近にまで昇進した。事実上、女王と同等の権力を持っており、自身の発言は女王の発言でもある模様。同じクローデット配下のエリナとは折り合いが悪い。
前作では陽気な性格だったが、現在はその面影は無くなっており、冷静かつ邪悪じみた性格に変わっている。これは、沼地の魔女の配下であるメローナがユーミルに変身して成りすました人物で、本人は前作同様の性格で、城の研究室でエイリンと共に研究に没頭しており、こもりっきりであった。そのため、本人は今までメローナの存在に指摘されるまで気づいていなかった。そして、ミリムの件も知らなかった。当然、蛇はまだ怖いらしい・・・。

### 牙を統べる者 エリナ
身長=168cm
スリーサイズ=B88:W55:H86
趣味=レイナのことを色々妄想すること
好きなもの=レイナ
嫌いなもの=犬
職業=牙の暗殺団首領
武器=短槍（ムチに変化する）
防具=暗殺団の鎧
キャラクターデザイン=久行宏和
前作でクイーンズブレイドに参加していた美闘士の１人。
ヴァンス家崩壊後雷雲の女王クローデット直属の側近となり、現在「牙の暗殺者」首領を務めている。
実姉のレイナに対して以前ほど執着しなくなっている。任務においては苛烈この上ない為、部下達からはクローデット以上に恐れられている。参謀であるユーミルには敬遠している。以前より戦闘能力は少しだけ上がっている。
髪型もツインテールにかえ、以前より露出の激しい鎧をまとっている。
なお、公式ＨＰによると「キャラクターブック発売予定はない」とのことで、現在のところゲームキャラクターとしては使用不可能。

## 沼地の魔女勢力

### 沼地の魔女 ウェルベリア
身長=170cm
スリーサイズ=B96:W61:H91
趣味=占い
好きなもの=死、墜落、腐敗
嫌いなもの=クイーンズブレイド
職業=大陸支配をもくろむ魔女
武器=魔法の杖、冥界の鞭
防具=なし
キャラクターデザイン=松竜
大陸の支配をもくろむ沼地の魔女。アルドラとアンネロッテの母親。
本体は精神体であり蜘蛛のような形の秘宝に封じられているが、冥界の魔王の娘・ウェルベリアの肉体を得て完全なる力を発揮できるようになった。およそ100年前に突如現れて以来、自身の住処である沼地を魔力で徐々に広げ、大陸全土を不毛の大地に変えようとしている。悪のカリスマとして配下達からも支持されており、冥界の魔物や生ける屍たちを従え大陸の支配をもくろんでいる。前回のクイーンズブレイド終結後から"美闘士狩り"と称してレイナ、トモエ、アレイン、リスティ、クローデットらに呪いをかけ自身の脅威になるであろう美闘士たちを無力化していった。
アニメ版では「ヴァンキッシュド・クイーンズ」にて登場、恥辱を感じ取ると活動する寄生生物を捕らえたレイナや配下達の股間に装着させ、皆が恥辱と股間への快感に苦しむ様子を堪能した。

### 千変の謀略者 メローナ
沼地の魔女の配下のシェイプシフター。
今作ではユーミルの姿に変身して、沼地の魔女のためにクローデットの圧制を暗躍していた。正体がバレてしまった後は天使に捕獲される。

### 大海賊 キャプテン・リリアナ
身長=161cm
スリーサイズ=B85:W55:H84
趣味=歌うこと
好きなもの=果物
嫌いなもの=ラム酒（飲めないのは秘密）
職業=海賊の船長
武器=レイピア、ハンド・クロスボウ
防具=なし
キャラクターデザイン=森沢晴行
幽霊船を率いる伝説の女海賊。かつて大陸を荒らしまわっていたという悪名高い海賊だったが、海の魔物クラーケンに襲われ海の藻屑と化してしまった。しかし、沼地の魔女の力で蘇り、魔女の新たな配下となる。沼地の魔女の力で、空飛ぶ船や幽霊船員を操る能力を持っている。
ピンクの長髪、フリルとリボン付きの海賊帽が特徴。ビスチェ、ミニスカート、ロングブーツと露出度が高く、代わりにフリル付きの海賊服を羽織っている。胸部には赤いヒトデ型のニプレスしかしていないため、ビスチェを破壊されるとニプレスが露になってしまう。
祖母にあたる海賊のアルテミスを尊敬し、海賊の美学を信仰している。上品な振る舞いをしている。目的のためなら手段を選ばないが、老人に対しては優しくしてしまうこともあり、悪党になりきれていない模様。
アニメ版では、「沼地の魔女の配下」という設定は語られていない。割と自由に行動しているらしく、第一話冒頭からアンネロッテと対峙した。（ビスチェを破壊されてもニプレスは無事だった。お風呂など水の中ではニプレスが外れることも明らかとなった。）

## ヒノモト

### 剣聖巫女 トモエ
身長=160cm
スリーサイズ=B89:W57:H86
趣味=歌を詠む
好きなもの=ケーキ(抹茶味)
嫌いなもの=下品な人
防具=鉢がね
キャラクターデザイン=えぃわ
かつて東の果てヒノモトより大陸に渡り、クイーンズブレイドに参加した武者巫女トモエはヒノモト剣術の怖ろしさを大陸中に轟かせた。
闘技会で奥義開眼したトモエは、ヒノモトに帰還した後、マサカド神社最高の剣士を意味する剣聖巫女の称号を神主より賜った。
しかし、巴は大陸での旅路において、何者かに盲目の呪いをかけられていたのだった。それでもトモエの熱い心と、優しい笑顔が失われることはない。いつかその目が真に開いた時こそ、トモエの剣術が世界を制するだろう。

## メディアミックス

### イラストストーリー&ビジュアルブック
「とれたて!ほびーちゃんねる」でイラストストーリーを2008年11月5日から2009年3月18日まで隔週水曜で連載。第一部全10話。イラストは蔓木鋼音。
- クイーンズブレイド リベリオン 美闘士戦記 ISBN 978-4894259362

『クイーンズブレイドリベリオン』イラストストーリー～激動編～（2009年12月3日から2010年4月8日まで連載。全10話。テキストは松智洋。）
- クイーンズブレイド リベリオン 美闘士戦記 激動編 ISBN 978-4798600956、 限定版 ISBN 978-4798600963

『クイーンズブレイドリベリオン』イラストストーリー～決戦編～（2011年12月8日から2012年4月27日まで連載。全10話。テキストは沖田栄次。）
- クイーンズブレイド リベリオン 美闘士戦記 決戦編 ISBN 978-4798604060、限定版 ISBN 978-4798604077

#### ドラマCD
上記の「クイーンズブレイド リベリオン 美闘士戦記」「クイーンズブレイド リベリオン 美闘士戦記 激動編」「クイーンズブレイド リベリオン 美闘士戦記 決戦編」に付属。
登場キャラ・声の出演
- アンネロッテ - 遠藤綾
- ユイット - 茅原実里
- ミリム - 豊崎愛生
- エリナ - 水橋かおり
- ターニャン - 戸松遥
- サイニャン - 真堂圭
- ユーミル - 齋藤彩夏
- シギィ - 小林ゆう

### ノベライズ
- クイーンズブレイド リベリオン1 気高き誓い ISBN 978-4894258877　（著/小太刀右京・HJ文庫）2009年6月30日 発売

### コミカライズ
- 「コミック・ダンガン」で クイーンズブレイド リベリオン：ZERO が2011年12月2日から連載されていた。作画はさがら梨々。
- 「コンプエース」で クイーンズブレイド リベリオン青嵐の騎士姫　が2011年１２月号から連載。作画は南崎 いく。